# Donja Strmica
Donja Strmica (cyr. Доња Стрмица) – wieś w Bośni i Hercegowinie, w Republice Serbskiej, w gminie Rudo. W 2013 roku liczyła 16 mieszkańców.